# Tiberiu al II-lea Constantin
Flavius Tiberius Constantius Augustus (n. 520 d.Hr., Tracia, Bulgaria – d. 14 august 582 d.Hr., Constantinopol, Imperiul Roman de Răsărit), cunoscut sub numele de Tiberiu al II-lea Constantin, a fost împărat bizantin între 578 și 582. A fost fiul adoptiv al lui Iustin al II-lea.

## Biografie
Era un prieten al lui Iustin II, care l-a numit comes și comandant al excubitorilor. A preluat controlul imperiului după 574, când Iustin devenise incapabil să conducă statul. Tiberiu a devenit împărat la moartea lui Iustin în 578. A făcut pace cu vizigoții din Spania și i-a învins pe berberi în Africa. Slavii au început să migreze spre Balcani din 579, dar Tiberiu cu armata lui era în Orient unde se lupta cu perșii, deci nu a putut stăvili invazia slavă.
În 582, Tiberiu a murit otrăvit, fiul său adoptiv Mauriciu devenind împărat.